# Hilarempis otiosa
Hilarempis otiosa är en tvåvingeart som beskrevs av Collin 1933. Hilarempis otiosa ingår i släktet Hilarempis och familjen dansflugor. Inga underarter finns listade i Catalogue of Life.